# Grand incendie de 1851 à San Francisco

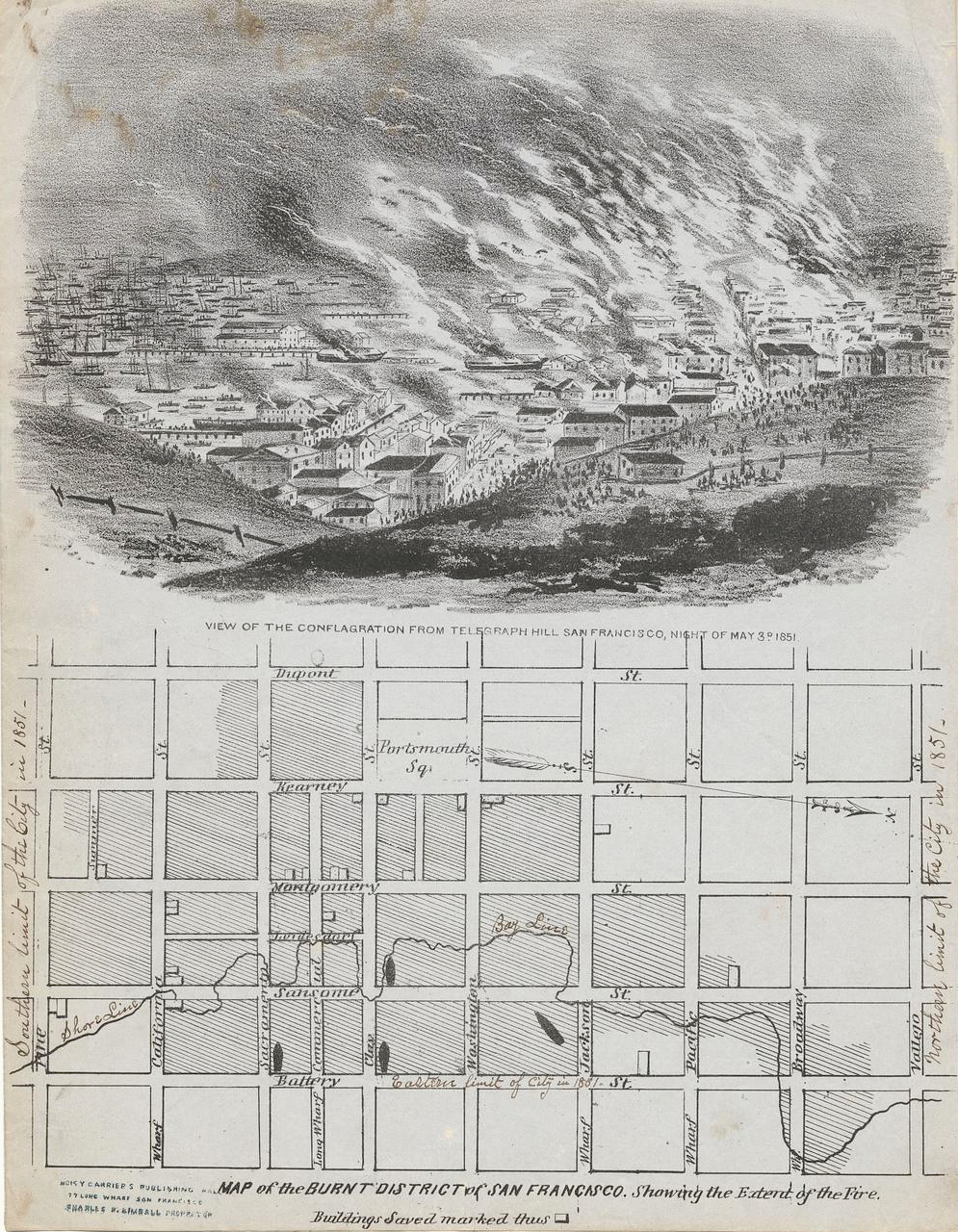
Vue de l'incendie durant la nuit du 3 mai et plan des limites du sinistre.

Le premier grand incendie de 1851 à San Francisco se déroule entre le 3 et le 4 mai. Il est alors le troisième événement de ce type, qualifié de « Great Fire », à ravager la ville, le premier a eu lieu le 24 décembre 1849, le second le 4 mai 1850, exactement un an auparavant,. En un jour, environ deux mille bâtiments sont réduits en cendre, soit environ les trois quarts de la cité. Le second grand incendie de 1851 a lieu le 22 juin et détruit environ cinq cents bâtiments.

## Incendie du 3 et 4 mai
L'incendie commence peu après vingt-trois heures le 3 mai dans un magasin du sud de Portsmouth Square, probablement allumé par un ou des membres du gang des Hounds and Ducks. Le feu attisé par un vent de nord-ouest passe Kearny Street, puis des sautes de vent le font partir tantôt à l'est tantôt au nord. Même des bâtiments construits en briques et en acier, censés résister au feu, deviennent des pièges mortels. La chaleur de l'incendie est telle que l'acier se déforme, prenant au piège ceux qui s'y sont réfugiés et se retrouvent écrasés ou brulés vifs. Tous les bâtiments du Business district sont détruits, entre Pacific Avenue au nord, Pine Street au sud, Kearny Street à l'ouest et Battery Street à l'est.

### Les pompiers de San Francisco
Jusqu'à la ruée vers l'or en Californie, San Francisco, n'est encore qu'un hameau. Début 1848, elle ne compte guère plus de mille habitants, mais en 1849, sa population atteint les vingt-cinq mille âmes. Après le grand incendie du 24 décembre 1849, qui a détruit près de cinquante bâtiments, le town council vote un crédit de huit-cents dollars destiné à l'achat de cordes, de crochets, d'échelles et d'un chariot afin d'équiper l’Independent Unpaid Axe Company,. Cette unité de « pompiers » volontaires fraîchement créée est remplacée deux mois plus tard par le Fire Department. Un Chief Engineer en prend le commandement et se voit attribuer un salaire annuel de six mille dollars (somme importante pour l'époque). 

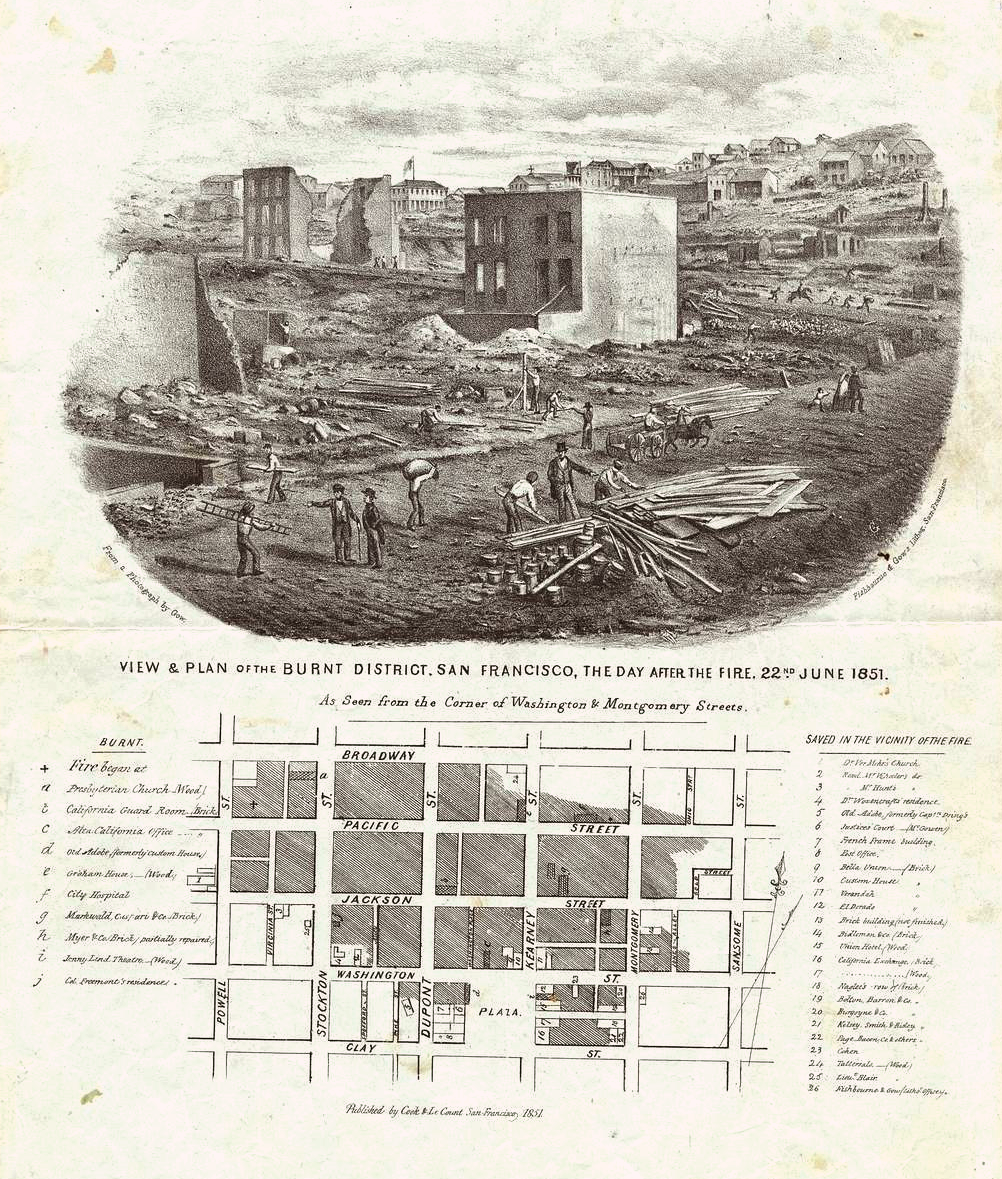
Vue depuis l'angle Washington & Montgomery et plan de l'incendie du 22 juin 1851.

Cependant quand éclate le second grand incendie le 4 mai 1850, le département est encore loin d'être organisé. Pour lutter contre le feu qui s'étend, on cherche des volontaires, certains s'annoncent, d'autres refusent tant qu'ils ne sont pas payés. La police, elle aussi naissante, lutte comme elle peut contre le pillage. Les volontaires tentent d'abattre certains bâtiments pour couper la route au feu. Malheureusement, pour aller plus vite, certains décident d'utiliser des explosifs pour démolir les bâtisses. Les explosions dispersent les débris, souvent enflammés, qui contribuent à propager l'incendie. Le 14 juin 1850, un nouvel incendie éclate. Ses conséquences sont moindres, mais il marque le réel début d'un service de lutte contre le feu. Entre juin et octobre, sept compagnies de pompiers voient le jour. Des casernes sont construites, en brique, selon une architecture qui semble devoir résister au feu. 
C'est ainsi équipée, pour lutter contre le feu, que la ville se réveille le 3 mai 1851, lorsqu'éclate le premier grand incendie de l'année. Le feu attisé par le vent et alimenté par de nombreux bâtiments en bois prend vite une ampleur telle que les pompiers du Fire Department ne peuvent que tenter de le circonscrire en protégeant les rues et les bâtiments encore indemnes. Ils y parviennent à l'ouest, arrêtant sa progression à Dupont Street, mais dans les autres directions le feu va à sa guise. Comme va le confirmer l'incendie du 22 juin, la cause principale de inefficacité des pompiers est le manque d'eau. Les rares citernes sont rapidement épuisées. Les officiers du Fire Department vont dès lors porter toute leur attention à la résolution de ce problème. Dès 1853, la ville peut annoncer fièrement que cinquante grandes citernes publiques ont été construites et que d'autres sont en voie d'achèvement. Le Fire Department compte alors neuf cent cinquante volontaires certifiés, répartis en seize compagnies, dûment munies de pompes et d'échelles. Ce n'est qu'en 1856 que le Fire Department acquiert sa première pompe actionnée par un moteur à vapeur et en 1858 que les premiers hydrants sont installés

## Incendie du 22 juin
Dimanche 22 juin 1851, peu avant onze heures, l'incendie éclate dans une maison à l'angle de Pacific Avenue et Powell Street. Comme celui du mois précédent, il est l’œuvre d'un incendiaire. Une forte brise de mer estivale l'entraîne vers le sud. Le feu est bientôt hors de tout contrôle et ravage environ cinq cents bâtiments, parmi lesquels de City Hall, le Jenny Lind Theatre et la demeure du premier millionnaire de San Francisco, Samuel Brannan. La quasi-totalité des constructions ne sont plus que cendres entre Broadway Street au nord, Washington Street au sud, Powell Street à l'ouest et Montgomery Street à l'est.